# Rhinognatha strigalis
Rhinognatha strigalis là một loài bướm đêm trong họ Noctuidae.